# 496 Gryphia
A 496 Gryphia (ideiglenes jelöléssel 1902 KH) a Naprendszer kisbolygóövében található aszteroida. Maximilian Franz Joseph Cornelius Wolf fedezte fel 1902. október 25-én.